# Alchemilla hessii
Alchemilla hessii är en rosväxtart som beskrevs av Werner Hugo Paul Rothmaler. Alchemilla hessii ingår i släktet daggkåpor, och familjen rosväxter. Inga underarter finns listade i Catalogue of Life.